# Lise Girardin
Lise Girardin, född i Genève 15 februari 1921, död 16 oktober 2010, var en schweizisk politiker. Hon var den första kvinnan som tog plats i Ständerrådet i Schweiz, där hon satt åren 1971–1973. Hon satt i Genèves stadsråd 1961–1973 och var staden Genèves borgmästare 1968–1969, 1972–1973 och 1975–1976.